# Kamau
Marcus Vinicius Andrade e Silva (São Paulo, 29 de fevereiro de 1976), mais conhecido pelo nome artístico Kamau é um rapper, compositor, beatmaker, produtor e skatista brasileiro. Iniciou sua carreira em 1997 e é visto como referência por muitos dos MC's em destaque na cena atual e também admirado por veteranos.
Kamau fez parte dos grupos Consequência, Quinto Andar, Simples, Subsolo, além das bandas Central Acústica e Instituto. Já lançou 9 discos, entre EPs, mixtapes e álbuns, seja solo ou colaborativos. Já foi indicado ao VMB em 2009 e 2010, e ganhador do Prêmio Hutúz em 2002 e 2008.
Seus grupos preferidos são A Tribe Called Quest e Racionais MC’s, e suas inspirações também passam por De La Soul, The Pharcyde, J Dilla, Gang Starr, entre outros. Porém, a pessoa mais importante para o Kamau dentro do rap é o KL Jay:
| “                                         | KL Jay é meu exemplo de proatividade, meu exemplo de compartilhar conhecimento, meu exemplo de trazer pessoas, de ser firme nas convicções, de circular na rua tranquilamente. Até hoje eu consigo me ver ou me inspirar em ações do KL Jay. | ” |
| — Entrevista para o Bocada Forte em 2023, | |   |

## História

### 1988–1999: Primeiros anos, Skate eFuture
Até os 12 anos, Marcus ouvia o que seus pais tocavam em casa e o que chegava nas rádios. Ele destaca que o pai dele ouvia Fela Kuti e sua mãe gosta de música italiana, em especial, Rita Pavone.
Em 1988, ainda com 12 anos, ganhou seu primeiro skate. Começou andando pela zona norte de São Paulo, onde conheceu muitos amigos. Entre eles, vale destacar Robson, o futuro DJ Ajamu, que se tornou sua principal conexão entre o skate e o rap. Além de andar de skate, Robson ouvia muito rap, principalmente por ser o irmão mais novo do KL Jay, o que inspirou muito Marcus a ouvir. Nessa vivência, frequentando a casa de Robson e KL Jay, Marcus foi presenciando, indiretamente, a criação e o desenvolvimento do Racionais MC's.
Sua relação com o rap foi aumentando através do skate. Alguns vídeos de skate eram feitos com uma trilha sonora de grupos de rap, o que deixava Marcus curioso para descobrir quem eram e o que falavam. Com essa curiosidade, ele aprendeu inglês sozinho para entender esses raps.
Em 1991, com 15 anos, ainda sem pensar em ser rapper, Marcus teve seu primeiro contato com a composição, onde escreveu um rap para um festival da escola em que estudava e se apresentou no Liceu de Artes e Ofícios de São Paulo.
Sempre de skate, Marcus começou a andar pelo Centro de São Paulo e a participar de campeonatos amadores. Até que, em 1992, teve seu primeiro patrocínio como skatista amador pela Moska. Em meados dos anos 90, ele também participou de um icônico grupo de skatistas intitulado Anhangabaú Family, no qual gravaram o notório vídeo Blue Plays, um dos primeiros vídeos de skate com a participação do Marcus.
Em 1995, Alexandre Vianna convidou Marcus para trabalhar na lendária revista 100% Skate, sendo o primeiro funcionário. 3 anos depois, em 2000, ele protagonizaria o primeiro vídeo de skate da revista intitulado “O Controlador”.
Em 1996, Marcus também foi um dos idealizadores da marca inspirada na cultura do skate intitulada Future Skateboarding, que está na ativa até hoje. Ele quem deu a ideia do nome e, em parceria com Flávio Samelo, desenvolveram a logo. No ano seguinte, Marcus participou de mais um vídeo, o “Metrópole”, feito pela sua marca. Entre idas e vindas, ele permanece na marca até os dias atuais.

### 1997–1998: Matemática, Kamau, Consequência e Skatista Profissional
Marcus, procurando o que fazer na sua carreira profissional, prestou vestibular para Ciências da Computação e não passou. Em 1997, prestou um novo vestibular para Matemática na UNESP, passou e foi cursar a faculdade na cidade de Rio Claro. Por esse motivo, ele teve que sair da 100% Skate. Durante a faculdade, Marcus chegou a lecionar para o primário na Escola Estadual Profª Heloisa Lemenhe Marasca. Posteriormente, em 2002, ele desistiu da faculdade para seguir a carreira de rapper.
Nessa mesma época, após anos competindo em campeonatos amadores de skate e trabalhando em torno dessa cultura, Marcus ouviu do KL Jay algo que mudaria sua vida: “Porque você não rima?”, frase que, muitos anos depois, abriria seu primeiro álbum de estúdio solo Non Ducor Duco com a faixa “(Escuto) Vozes”. Esse foi o momento em que refletiu sobre começar a escrever.
Até então, em 1997, Kamau só era conhecido por seu nome de nascimento, Marcus Vinicius, mas, decidido em começar a rimar, começou a procurar um vulgo. Ao pegar um livro na casa do KL Jay sobre nomes africanos com o intuito de achar algum nome artístico, ele se interessou por Kamau que significa “Guerreiro Silencioso” na língua Kikuyu do Quênia, o que o interessou pois achou que tinha a ver com o seu jeito de ser e agir. Mesmo assim, ele ficou indeciso de escolher um nome artístico após ter tantos anos de caminhada no skate com seu nome de nascimento, mas escolheu por iniciar sua carreira musical com esse vulgo.
Com isso, no mesmo ano em que precisou cursar a faculdade em outra cidade, ele começou a cantar rap, formando o grupo Consequência com o André Sagat e o DJ Ajamu, seu amigo que o incentivou a ouvir mais rap 9 anos atrás.
Entre idas e vindas de Rio Claro, Kamau conseguia seguir com o grupo. Até que, o seu primeiro show aconteceu com o Consequência no dia 9 de agosto de 1997 na Casa de Cultura Chico Science convidado pelo Posse Mente Zulu, grupo do Rappin' Hood, que era irmão do seu amigo de longa data do skate, Fábio Luis (Parteum). No mesmo mês, o segundo show do grupo foi em 23 de agosto de 1997 no aniversário da Trucks Discos abrindo para o Thaíde para uma plateia de 5 mil pessoas. Outro show de destaque foi em agosto de 1999, onde eles abriram para o grupo norte-americano De La Soul no SESC Itaquera. E, no mesmo ano, eles foram convidados para lançar um trabalho pela 4P, mas o futuro lançamento do grupo acabou não acontecendo pelo selo.
Ainda no universo do skate, em 1998, Kamau se tornou skatista profissional e, posteriormente, no seu primeiro modelo de shape, já teve gravado seu vulgo ‘Kamau’, e não seu nome de nascimento, pelo qual era conhecido desde 1988. Kamau não competiu em muitos campeonatos como profissional, pois estava focado mais na sua carreira musical e ainda tinha que equilibrar os estudos na faculdade. Porém unindo seu conhecimento no skate e sua nova experiência como MC, Kamau começou a ser convidado para ser locutor dos campeonatos, até os dias atuais.

### 1999–2002: Academia Brasileira de Rimas, Videofobia, Yo! MTV, Prólogo EP
Pouco depois de começar a rimar, Kamau viu o Max B.O. fazendo freestyle e quis aprender a fazer também. Max deu muito apoio para ele nessa fase, até que foi convidado para participar do projeto Academia Brasileira de Rimas, idealizado por Max B.O. e Paulo Napoli. Um pouco do grupo é visto na faixa “Viagem na Rima” no álbum Assim Caminha a Humanidade do Thaíde & DJ Hum, lançado em 2000. Nessa faixa, Kamau cita outro grupo no qual ele participava intitulado Vingadores, que era uma união de skatistas e grafiteiros do Vale do Anhangabaú que tinha como integrantes Akintech, Amigo, Ser, entre outros, mas não chegaram a lançar nada.
Em 2000, ele participou de mais um vídeo de skate, o icônico “Videofobia”, do Anderson Tuca. Kamau foi o idealizador do título, pois ele brincava que tinha medo dos vídeos, pois errava as manobras quando começavam a gravar. Apesar do Kamau já ter o vulgo há 3 anos, esse foi um dos primeiros vídeos onde ele se apresentava dessa forma, ainda mais na bolha do skate, onde era conhecido por Marcus Vinicius. Tendo uma maior repercussão, o vídeo ajudou a consolidar e divulgar o nome artístico.
Apesar de já ter uma caminhada fazendo show, o acesso ao estúdio era muito limitado. Kamau revela que a primeira vez que entrou em um estúdio foi para gravar a sua participação da faixa “Batida Perfeita” do Cartel SP que só saiu no álbum Funkidumon Vol. 1 de 2001.
Já em 2001, foi lançada a primeira faixa do Consequência intitulada “Ouvindo um Som”, no álbum KL Jay na Batida Vol. 3 do KL Jay. Faixa que tocou no programa Movimento de Rua, do DJ Natanael Valêncio. Essa foi a primeira vez que Kamau ouviu um som seu tocando na rádio no carro da sua amiga skatista Catarina Huh.
Em 28 de agosto de 2002, o Consequência lançou o EP Prólogo, sendo o primeiro disco com a participação do Kamau. Para ajudar nas vendas e na divulgação, Kamau chegou a vender os discos na porta do show do Afrika Bambaataa que aconteceu em São Paulo. Com o disco, ganharam o Prêmio Hutúz de 2002 na categoria Demo. Nessa mesma premiação, Kamau entrevistou o duo norte-americano Dead Prez.
Ainda no mesmo ano, Kamau fez testes para ser o apresentador do Yo! MTV, mas quem acabou ficando com a vaga foi o Thaíde. Apesar disso, a diretora do programa, Tatiana Ivanovici, deixou Kamau à vontade para escolher matérias que ele gostaria de fazer para ser apresentado no programa. Isso foi a deixa para ele sugerir ideia de fazer a icônica entrevista com o Sabotage, que é amplamente citada até hoje, além de ter entrevistado Afrika Bambaataa, Madlib, Dam Funk, MV Bill, entre outros.

### 2003–2005: Primeira Música Solo, Central Acústica, Instituto e Sinopse
Com a carreira dando certo, em 2003, ele foi convidado para participar de mais 3 projetos: Central Acústica, Quinto Andar e Instituto.
Para a Central Acústica, Kamau recebeu um convite do baterista Sorry Drummer para participar desse novo projeto. A ideia seria unir uma banda com DJ e MC e fazer festas no centro de São Paulo para tocar músicas que gostavam ao vivo. Kamau era o MC e cantor fixo da banda e, durante as festas, o microfone ficava aberto para quem quiser cantar ou rimar o que quiser. Até 2007, muitos rappers passaram por ali no início de carreira como Emicida, Rashid, Slim Rimografia, Parteum, etc.
Para o Quinto Andar, Kamau recebeu o convite do Marechal, MC que ele conhecia da Academia Brasileira de Rimas. Apesar do Kamau não ter sido tão recorrente nas gravações, ele aparece em uma faixa do álbum Piratão, disco que foi lançado quando o Marechal já havia saído do grupo. O grupo acabou precocemente porque, além do Marechal, o De Leve saiu e não fazia sentido seguir com o projeto sem eles. Com os remanescentes, foi criado, posteriormente, o Subsolo.
Já no Instituto, após o falecimento do Sabotage, que era o MC do projeto, Daniel Ganjaman queria continuar com a banda e convidou o Kamau para acompanhá-los. Esse foi outro momento importante na carreira do Kamau, pois seu primeiro som solo gravado foi “Poesia de Concreto” a convite do Ganjaman para uma coletânea do Instituto. Há confusão sobre esse fato, já que a primeira música que só tem o Kamau rimando é a “Numtointendendu”, mas, nas palavras do próprio Kamau, foi uma faixa destinada a sair no Prólogo EP, trabalho do Consequência, e não de maneira solo. Apesar disso, Kamau também revelou que, antes da “Poesia de Concreto”, já havia escrito a faixa “Instinto”, que se tornou a primeira faixa solo que ele tocou nos shows do Instituto, e que foi gravada e lançada somente no álbum Non Ducor Duco, em 2008. “Poesia de Concreto” voltou a aparecer na sua primeira mixtape, Sinopse, em 2005. Também foi com o Instituto sua primeira viagem internacional para um show em Barcelona em 2004.
Já em 2005, Kamau queria gravar uma mixtape do jeito clássico, cantando as faixas emendadas uma na outra de forma ao vivo com um DJ. Para isso, ele convidou o DJ William, do Contrafluxo, para esse disco. Kamau então separou algumas faixas que já havia lançado e compôs novas. Com tudo certo e ensaiado, Sinopse foi criado encima de beats gringos com o DJ William e gravado no Munhoz, dos grupos Ascendência Mista e Contrafluxo.
Esse também foi o ano que o Consequência entrou em hiato, onde os integrantes entenderam que o melhor naquele momento era cada um focar em outros projetos que estavam surgindo em suas carreiras.
Também em 2005, Kamau criou o selo Plano Áudio por uma necessidade de manter o controle sobre sua arte. Desde então, todos os seus trabalhos saíram por ele.

### 2006–2009: Simples, Non Ducor Duco e 21/12
Observando que alguns novos artistas que ele acreditava estavam desanimados em continuar produzindo, Kamau teve a ideia de criar um grupo. Assim, ainda em 2005, ele formou o Simples convidando Rick Fuentes, do grupo A Junção e que já havia participado do Sinopse e fazia dobras em alguns shows do Consequência, Stefanie, DJ Will, filho do KL Jay, e Diego Beatbox. Kamau explica que, desde o início do grupo, a ideia era produzir um álbum e depois cada um seguiria com sua carreira solo ou projetos paralelos, porque ele também tinha a ideia de fazer um álbum solo. Então, o grupo lançou um trabalho com 13 faixas, todas produzidas pelo Kamau, e lançaram o álbum Escuta Aí em 2006.
Antes do grupo se desfazer, eles abriram o show do De La Soul em 2006 no SESC Santo André, sendo a segunda vez desse feito pelo Kamau.
Em 2007, Kamau iniciou o processo do que viria ser o seu trabalho mais lembrado. Ele entrou no estúdio em 28 de maio de 2007 com 4 músicas escritas ("Só", "Evolução na Locução", "Instinto", "Parte de Mim") e um beat (“A Quem Possa Interessar”, feita pelo DJ Primo) para iniciar o processo do seu primeiro disco solo, até então intitulado Parte de Mim. Porém, ele viu em algum cartaz que outro artista iria lançar um álbum com esse nome e decidiu mudar. Ao reparar que a Non Ducor Duco é o lema da cidade de São Paulo e está estampado em diversos lugares, ele decidiu que esse seria o nome do álbum.
No meio do processo, Kamau ficou 6 meses sem inspiração para escrever ou produzir uma música. Esse bloqueio o atrapalhou muito, pois ele não tinha condições de bancar as horas de estúdio para, simplesmente, não produzir nada. Então, Kamau ouviu a música “Lapa” do Marcelo D2, produzida pelo Nave Beatz. Curioso em saber quem fez, Rodrigo Ogi, que já tinha trabalhado com ele, o apresentou para Kamau. Após um tempo de conversa, Kamau foi passar uns dias na casa do Nave em Curitiba. Esse bloqueio acabou por lá, de onde saíram os beats de “Como É?”, “Equilíbrio” e “Resistência”. A partir daí, de volta a São Paulo, ele conseguiu dar sequência ao disco.
O disco foi gravado no lendário Atelier Estúdio do Vander Carneiro, e contém as participações do Parteum, DJ William, KL Jay, Carlus Avontz, Thalma de Freitas, Stefanie e, dos que iriam estourar mais pra frente, Emicida, Rashid, Rincon Sapiência e Rael. Kamau também faz questão de citar que DJ Primo foi um dos principais parceiros na produção desse álbum, trazendo ideias e referências, acompanhando o Kamau do início ao fim do projeto. Infelizmente, um mês depois do lançamento do álbum, ele veio a falecer.
Com esse disco, Kamau foi indicado em 4 categorias do Prêmio Hutúz em 2008, ganhando como Melhor Música do Ano, inusitadamente, com “Poesia de Concreto”. Também foi indicado ao VMB em 2009 e 2010 na categoria Rap. E ficou entre os 25 melhores discos de 2008 pela revista Rolling Stones.
Passado um ano, em 2009, Kamau lançou um single que marcaria sua carreira: “21/12”, falando sobre sua trajetória no skate e no rap, que possui muita relação com esses números.
A história com o 21 começou quando um dos amigos de longa data do Kamau, Anderson Tuca, comentou, no início dos anos 90, que esse é um número cabalístico e que ele estava em todo lugar. Com isso, Kamau começou a reparar na frequência que esse número aparecia, assim como suas variações como o 12 (21 ao contrário), 42 (o dobro de 21) e o 24 (o dobro de 12). Desde então, Kamau propositalmente utiliza esses números em seus trabalhos e o 21 e 12 acabou se tornando muito importante para sua carreira, pois ele começou a andar de skate com 12 anos (1988) e a cantar rap com 21 anos (1997).
Exatamente em 2009, Kamau reparou que essa lógica se completava, pois faziam 21 anos que começou a andar de skate e 12 anos que começou a cantar rap. Por todas essas coincidências, ele preparou alguns lançamentos justamente na data que marca esse dois números, 21 de dezembro (21/12), sendo eles o single homônimo “21/12” e mais dois remixes do Non Ducor Duco: “Só (Remix)” e “Resistência (Remix)”.
Por conta desse fato, amigos e fãs relacionam esses números com o Kamau até os dias atuais.

### 2010–2015:Projeto Paralelo,“...Entre…”,Seis SonseLicença Poética
Em 2010, Kamau foi um dos rappers convidado pelo Rick Bonadio para fazer parte de um trabalho em parceria com o NX Zero intitulado Projeto Paralelo. Kamau não aceitou de primeira, pois pensaria em como sua música se encaixaria no projeto, além de querer conversar com os integrantes do NX Zero para entender o conceito diretamente com quem estava fazendo a música acontecer. Nessa conversa, reparou que eles realmente tinham interesses e amigos em comum. Aceitando o convite, ele participou da faixa “Bem ou Mal”, com a participação do Marcelo do Strike.
Kamau se identificou tanto com o pessoal do Strike e NX Zero, que iniciou a produção do seu próximo trabalho na Strike House, onde a maior parte do disco foi gravado e co-produzido pelo André Maini, guitarrista do Strike. O EP “...Entre…” foi lançado em 2012, com 11 faixas e mais 3 bônus (os remixes de “Só” e “Resistência” e a releitura de “Pretin” da Flora Matos). Também possui a participação de Di Ferrero, do NX Zero, Emerson Alcalde, Rael, Tulipa Ruiz, Srta. Paola e Invincible.
Ainda em 2012, Kamau também lançou uma nova faixa com o Consequência intitulada “Como Sempre Foi”, para marcar os 10 anos do Prólogo EP e os 15 anos de grupo.
Em 2014, Kamau teve uma ideia para fazer um EP em conjunto com o Rashid. Em um primeiro momento, Rashid não podia aceitar, pois ele estava trabalhando em uma mixtape com o Projota. Quando esse projeto não andou, Rashid aceitou iniciar esse EP com o Kamau. O EP foi lançado em 2014 com 6 faixas. Todas as faixas contam com rimas de ambos os rappers, além das participações de Jota Ghetto e Srta. Paola.
No ano seguinte, Kamau decide lançar mais um EP. Com um nome bem sugestivo, Licença Poética (Experimentos Pessoais), ele reuniu algumas produções que criou e não entraria no seu principal trabalho, mas achava que devia lançar. O EP já começa passando a ideia de que ainda não é o momento do Mosaico, com Kamau pedindo que o ouvinte aprecie o que foi lançado.

### 2016–2020: Avulso, Avuá, Poetas no Topo e Gato Preto
Em 2016, Kamau iniciaria uma série de singles intitulados “Avulso”. São faixas que ele está criando e não entrarão no seu álbum, mas que ele quer que as pessoas ouçam. O primeiro deles se chama “Contra”, lançado em 26 de agosto de 2016.
Em 2017, Kamau participou da faixa “Avuá” do Laboratório Fantasma, música lançada no desfile da LAB no São Paulo Fashion Week N44, com a participação de Emicida, Drik Barbosa, Coruja BC1, Rael e Fióti. Também lançou o Avulso #2: “Tudo uma Questão de…”.
Em 2018, o DJ QAP convidou o Kamau para participar do remix da faixa póstuma “Superar” do Sabotage. Participou da cypher da Laboratório Fantasma, “Língua dos Campeões”, misturando artistas de Portugal, Angola e Brasil. Também foi convidado pelo KL Jay para participar do álbum Na Batida Vol. 2: No Quarto Sozinho, sequência do KL Na Batida Vol. 3, de 2001, que também participou. E também lançou o Avulso #3: “Próximo”.
Em 2019, Kamau participou da série “Poetas no Topo”, da Pineapple, sendo o último MC a rimar na última cypher do projeto. O idealizador do projeto, Paulo, revelou ao Kamau a vontade de ter ele como o MC que encerraria o projeto pela importância que o Kamau tem para o rap nacional. Kamau declinou a participação ao não se encaixar nos beats que a Pineapple estava oferecendo. Com isso, Paulo falou que trocaria o beat só para o Kamau cantar. Sendo assim, Kamau produziu a própria parte, encerrando o projeto.
Também foi um ano em que Kamau participou do “Gato Preto”, primeiro vídeo de skate da marca curitibana Ous. Além de ser um dos curadores da trilha sonora, ele traduziu e narrou a versão em inglês do curta-metragem,(Youtube) com texto de Rodrigo Ogi. Outra participação de destaque foi na faixa “A Próposito”, da produtora Boca, com o SPVic, do Haikaiss, e Rashid.
Kamau também lançou o single “Tempo Dirá”, com um videoclipe. A faixa não é considerada um “Avulso” e só está no Youtube. Em uma entrevista de 2021 para a 100% Skate, Kamau afirmou que essa faixa só entraria nas plataformas digitais com o lançamento do álbum, não indicando se é o Mosaico ou outro projeto.
Em 2020, Kamau lançou o Avulso #4: “Beat Torto, Papo Reto”, com a participação de Nego Max e Zudizilla, antes do início da pandemia. Com a oficialização da pandemia, Kamau foi, praticamente, morar no Atelier Studios, lugar que permaneceu fechado, contando somente com a presença dele e do Slim Rimografia. Ocupando a mente criando beats, Kamau participou por um longo período do BeatBrasilis, um encontro de DJs e produtores onde se desafiam para produzir um beat a cada encontro. Kamau chegou a fazer 69 beats, todos divulgados no seu SoundCloud. Kamau resolveu rimar em um desses beats e divulgar com um videoclipe a faixa “Sem Promessa”. Também do mesmo projeto, Kamau rimou no beat do rapscience feito no Beat Brasilis #240 intitulado “Transmissão”, tendo a participação do Matéria Prima, primeira faixa gravada de ambos os rappers que já participaram juntos do Videofobia, em 2000, e do grupo Quinto Andar. Também fez o beat da faixa “4ª às 20h” do álbum Assim Tocam MEUS TAMBORES do Marcelo D2. Antes de acabar o ano, Kamau ainda lançou a “Pensei”, sendo o Avulso #5.

### 2021–presente: SKiT eDocumentário
Os lançamentos de Kamau em 2021 se iniciam em 2 de janeiro, com o “Run Two”, acompanhado de um videoclipe gravado em Nova York. A faixa foi produzida pelo Kamau inspirado no desafio #RunToFlipChallenge da Micro-Chip, criado pelo Gino Sorcinelli.
Em fevereiro, ele lança “Nada… De Novo”, em um beat que também foi criado no Beat Brasilis. Kamau afirmou que é uma faixa que estará no seu próximo álbum de estúdio, Mosaico.
No meio do ano, Kamau lança o single “Fôlego” em parceria com o rapper Slim Rimografia, divulgando a criação de um novo projeto entre ambos intitulado SKiT, trabalho decorrente do processo de ambos ficarem no Atelier Estúdios no ano anterior. E, pouco tempo depois, ele é convidado para fazer uma participação no disco Otra Fita, do SonoTWS. A faixa intitulada “Sem Sono” marca mais uma parceria com o mineiro Matéria Prima.
Então, em janeiro de 2022, quase 7 anos depois do último disco de Kamau, SKiT lança um EP intitulado Isso, com 7 faixas.
Após o projeto, Kamau continuou o processo do seu trabalho solo lançando mais dois singles em 2022: “Aparte”, o Avulso #06, seguindo sua série iniciada em 2016, e a “Pacífico”. No final do ano, em novembro, participou do Hip Hop Machine e apresentou 4 faixas em cima das melodias de jazz, como é característico do programa, apresentado por Leo Gandelman. Entre as faixas, ele cantou a música “É Ela”, composta em 2004 e presente na mixtape Sinopse de 2005. Essa foi a primeira vez que a música “É Ela” é gravada fora do beat gringo feita para a mixtape.
Já na primeira semana de 2023, Kamau lançou a faixa “DoisTrês”, em referência ao ano que estava começando, faixa que foi o pontapé inicial para o seu novo projeto Documentário. Ainda em 2023, entre algumas participações, ele rimou no remix da faixa “ONDA FORTE” integrando o álbum JARDINEIROS: A COLHEITA, versão deluxe do álbum de 2022 da banda carioca Planet Hemp.
Kamau também começou a fazer participações como co-host em alguns episódios do Gringos Podcast, entrevistando Rodrigo Ogi, Havoc (do Mobb Deep), Síntese, entre outros.
Em 2024, Kamau finalizou seu mais novo trabalho Documentário, lançado em fevereiro, unindo as faixas que lançou em 2023, e acrescentou uma nova faixa lançada exclusivamente para o disco. Já em abril, ele foi convidado para participar de uma releitura da faixa “Respeito é Lei” que integrou o álbum póstumo Sabotage 50 do rapper Sabotage, em homenagem aos 50 anos de seu nascimento. Em maio, ele participou da faixa “Estrada Aberta” do álbum homônimo do Max B.O., seu amigo de longa data e que o inspirou a começar a fazer freestyle no final dos anos 90.
Também, em março de 2024, a Netflix divulgou que está produzindo um reality show musical focado em rap e trap brasileiro intitulado “Nova Cena” com a apresentação de Kamau.
No momento, Kamau está trabalhando em um novo EP, que ele tem chamado de EST…, além de continuar o processo do Mosaico.

## Discografia

### Álbuns
- Non Ducor Duco (2008)

### Mixtapes
- Sinopse (2005)

### Extended plays (EP)
- "...Entre..." (2012)
- Licença Poética (Experimentos Pessoais) (2015)
- Documentário (2024)
- Est... (2024)

### Discos colaborativos
- Prólogo EP (com Consequência) (2002)
- Escuta Aí (com Simples) (2006)
- Seis Sons (com Rashid) (2014)
- Isso (com Slim Rimografia) (2022)